# Hov, Insulele Faroe
Hov este o localitate localizată în partea de sud a Insulelor Faroe, pe insula Suðuroy. Conform unor estimări oficiale din 2023, localitatea are o populație de 104 locuitori. 